# Stuart Charno
Stuart Charno (* 29. September 1956 in Queens, New York) ist ein US-amerikanischer Schauspieler sowie Drehbuchautor.
Charno besuchte das Queens College in Flushing. Zunächst trat er als Stand-up-Comedian auf, bevor er 1981 seine erste Rolle als Schauspieler in Freitag der 13. – Jason kehrt zurück bekam. Weitere Auftritte hatte er in Filmen wie Lass mich mal ran! – Als Junge ist sie spitze (Just One of the Guys) und Hummeln im Hintern (Modern Girls) sowie in den Stephen-King-Verfilmungen Christine und Schlafwandler. Daneben war Charno auch fortlaufend in vereinzelten Episoden verschiedener Fernsehserien zu sehen. Zu diesen zählen unter anderem M*A*S*H, Akte X – Die unheimlichen Fälle des FBI, Chicago Hope – Endstation Hoffnung, Team Knight Rider und Profiler. Zuletzt trat er schauspielerisch 2011 in Erscheinung. Er wirkte auch als Drehbuchautor für drei Episoden von Raumschiff Enterprise – Das nächste Jahrhundert mit.

## Filmografie
- 1981: Freitag der 13. – Jason kehrt zurück (Friday the 13th Part 2)
- 1981: Die Erwählten
- 1982: Küss mich, Doc
- 1982: M*A*S*H (Fernsehserie, 1 Episode)
- 1982: Fame – Der Weg zum Ruhm (Fernsehserie, 1 Episode)
- 1983: Obsession – Die dunkle Seite des Ruhms (Fernsehfilm)
- 1983: Christine
- 1983–1984: Buffalo Bill (Fernsehserie, 2 Episoden)
- 1984: Hard to Hold
- 1984: It’s Your Move (Fernsehserie, 1 Episode)
- 1985: Lass mich mal ran! – Als Junge ist sie spitze
- 1985: The Paper Chase (Fernsehserie, 1 Episode)
- 1985: Einmal beißen bitte
- 1985–1986: Newhart (Fernsehserie, 2 Episoden)
- 1986: Hummeln im Hintern
- 1987: Die Schöne und das Biest (Fernsehserie, 2 Episoden)
- 1988: Freddy's Nightmares: A Nightmare on Elm Street – Die Serie (Fernsehserie, 1 Episode)
- 1992: Schlafwandler
- 1993: Good Advice (Fernsehserie, 1 Episode)
- 1994: Immer Ärger mit Dave (Fernsehserie, 1 Episode)
- 1995: Akte X – Die unheimlichen Fälle des FBI (Fernsehserie, 1 Episode)
- 1996–1997: Chicago Hope – Endstation Hoffnung (Fernsehserie, 6 Episoden)
- 1997: Pretender (Fernsehserie, 1 Episode)
- 1998: Team Knight Rider (Fernsehserie, 1 Episode)
- 2000: Bloodhounds, Inc. #4: Invasion of the UFO's (Kurzfilm)
- 2000: Profiler (Fernsehserie, 1 Episode)
- 2002: BloodHounds, Inc (Fernsehserie, 1 Episode)
- 2003: Alien Jäger – Mysterium in der Antarktis
- 2011: Horrorween